# Publio Servilio Gemino
Publio Servilio Gemino  (latino: Publius Servilius Geminus; fl. 252 a.C.–248 a.C.) è stato un politico romano, due volte console della Repubblica romana.

## Biografia
Fu eletto console nel 252 a.C.  ed ebbe come collega Gaio Aurelio Cotta. Entrambi i consoli ebbero l'incarico di proseguire la guerra contro Cartagine in Sicilia ed riuscirono anche a conquistare alcune città, tra cui Himera, che era stata in precedenza evacuata dai Cartaginesi.
Fu eletto console una seconda volta nel 248 a.C. ancora con Gaio Aurelio Cotta. Ancora una volta entrambi i consoli operarono in Sicilia ed assediarono Lilibeo e Drepana, mentre i Cartaginesi tentarono una sortita lungo le coste italiane per cercare di distogliere truppe dal fronte siciliano.